# Волков Іван Володимирович
Іва́н Володи́мирович Во́лков (нар. 11 липня 1973, м. Суми — 1 березня 2015, м. Слов'янськ, Донецька область) — командир взводу роти патрульної служби міліції особливого призначення «Суми» Головного управління Міністерства внутрішніх справ України в Сумській області, капітан міліції.

## Життєвий шлях
Волков Іван Володимирович народився 11 липня 1973 року в місті Суми.  Закінчив середню школу №12 міста Суми. Навчаючись у школі відвідував заняття клубу "Абалаківець", уперто тренувався, і в команді альпіністів здійснив кілька сходжень, у тому числі й на Памір у 15 років.
Шістнадцять років служив у пожежній охороні. Був капітаном Сумської команди з пожежно-прикладного спорту, неодноразово був переможцем на чемпіонатах України. Був тренером. Команда під його керівництвом досягла високих результатів, а спортсмени отримали звання майстрів спорту. Іван Волков був капітаном збірної Сумщини з пожежно-прикладного спорту.
З травня 2014 року служив у органах внутрішніх справ. Був командиром 3-го  взводу батальйону (потім – роти) патрульної служби міліції особливого призначення «Суми» Головного управління Міністерства внутрішніх справ України в Сумській області.  Протягом 2014-2015 років тричі виїжджав у відрядження в зону антитерористичної операції на схід України. 
З лютого 2015 року  четвертий раз ніс службу в зоні антитерористичної операції на сході України. У складі зведеного загону було понад 40 дільничних, оперативників, слідчих, представників інших міліцейських служб різного віку і різних звань. Їх завдання було нести охорону комбікормового заводу і в'їзд біля м Слов'янськ на 4 блокпостах. Підприємство не працювало, і потрібно було зберегти обладнання від мародерів. 
У ніч з 28 лютого на 1 березня 2015 року на блок-пості у районі міста Слов’янськ Донецької області під час конфлікту з п'яним підлеглим, батальйону патрульної служби міліції м. Суми особливого призначення,  капітан міліції Волков отримав три вогнепальні поранення у живіт. Пораненого офіцера доправили до лікарні міста Слов’янська. Лікарі боролися за життя Івана Волкова, проте їх зусилля виявилися марними. 1 березня 2015 року, після чотиригодинної операції, офіцер помер від отриманих поранень.
4 березня 2015 року похований на Засумському кладовищі міста Суми.
Досі не має статусу " ПОЛЕГЛОГО ПРИ ВИКОНАННІ СЛУЖБОВИХ ОБОВ'ЯЗКІВ."